# Women’s Superstars United
La Women’s Superstars United (abrégée WSU) est une fédération de catch féminin installée dans le New Jersey. Elle est fondée en 2006 par Jac Sabboth sous le nom de Wrestling Superstars Unleashed, elle change de nom en 2007 et de propriétaire un an plus tard. En 2012, Sean McCafferty vend la WSU à Drew Cordeiro et noue un partenariat avec la Combat Zone Wrestling (CZW) de DJ Hyde (en) avant de lui vendre la fédération en 2014.

## Histoire

### Création par Jac Sabboth (2006-2007)
Jac Sabboth est promoteur de l'Impact Championship Wrestling depuis 2001 et décide créer la Wrestling Superstars Unleashed qui est une fédération masculine à l'époque,. Le premier spectacle nommé Battle for the Belt a lieu le 19 mai à Flushing, New York où Xavier bat John Walters en finale d'un tournoi pour devenir le premier champion poids-lourds de la WSU. La fédération change de nom pour celui de Women Super Uncensored et le premier spectacle exclusivement féminin intitulé 1st Ever Girls Show se tient le 3 mars 2007. Sabboth se désintéresse de la compagnie et la vend à Sean McCafferty.

### Direction de Sean McCafferty (2007-2012)

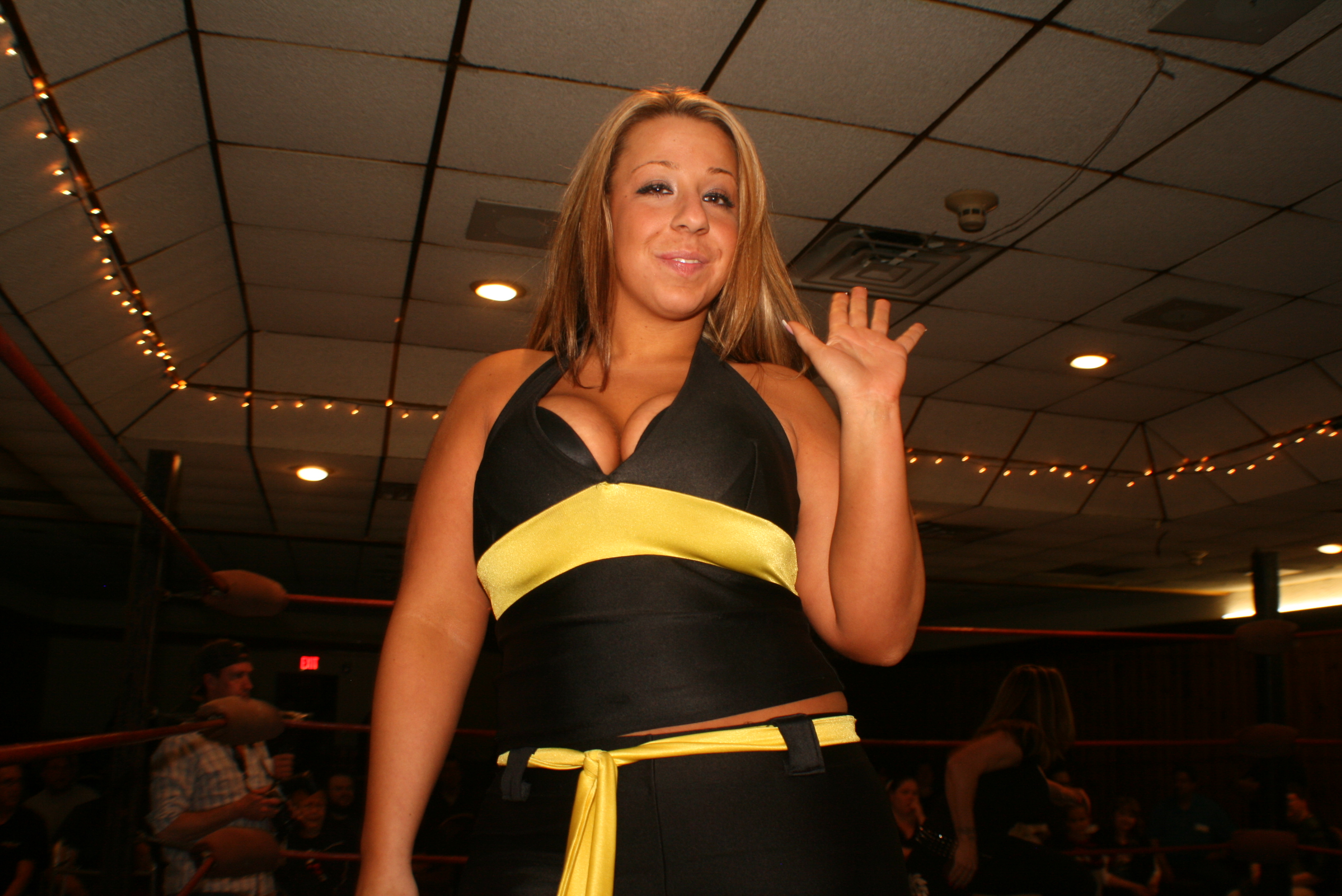
Alicia (ici en 2010) première championne du monde de la Women Superstars Uncensored

Le changement de direction marque la fin du championnat poids-lourds pour ne proposer au public que du catch féminin. Le 14 juillet, Alicia bat Amy Lee, Luna Vachon et Nikki Roxx dans un match sans disqualification où le tombé peut se faire partout pour devenir la première championne du monde de la WSU.
Le 8 mars 2008, la WSU fête le premier anniversaire du premier spectacle féminin en organisant First Anniversary Show. McCafferty réussit à avoir un partenariat avec la National Wrestling Superstars (NWS), une fédération masculine, ce qui lui donne de meilleurs moyens techniques et organise aussi conjointement avec la NWS les tournois King & Queen of the Ring dont les premiers vainqueurs sont Nikki Roxx et Rhett Titus le 22 mars ainsi que la J-Cup le lendemain où Mercedes Martinez bat Angel Orsini (en) en finale,. Le 11 octobre a lieu le tournoi pour désigner les premières championnes par équipe de la WSU qu'Annie Social et Roxie Cotton remportent en éliminant Amy Lee et Missy Sampson en finale,.
Le 7 mars 2009, la WSU crée son Hall of Fame pour honorer la mémoire des catcheuses de la fédération et des personnalités ayant contribué au développement du catch féminin. Trois catcheuses sont de la première promotion : Malia Hosaka, Sherri Martel et Missy Hyatt (en). Le 14 août, la WSU sacre la première championne Spirit, Luscious Latasha qui remporte un tournoi après sa victoire dans un match à élimination face à Amber, Jana et Roxie Cotton. Le 12 décembre, Alicia devient la première Triple Crown champion en ayant détenu durant sa carrière les trois championnat (championnat du monde de la WSU, championnat par équipe et championnat Spirit) en décrochant le championnat Spirit.
En mars 2010, la WSU annonce le lancement d'une émission baptisée UNCENSORED de 15 minutes diffusée au Canada sur Fight Network ainsi que sur internet sur InASecTV.com. Le 6 novembre, la WSU propose pour la première fois un spectacle en paiement à la séance sur internet en utilisant le site GoFightLive.tv.
En mars 2012, la Northern Championship Wrestling Femmes Fatales et la WSU annoncent qu'ils ont un partenariat pour l'organisation de spectacles. En juin 2012, Sean McCafferty qui a des problèmes de santé vend la WSU à Drew Cordeiro qui est propriétaire de la Beyond Wrestling.

### Women Superstars Uncensored dirigé par Drew Cordeiro (2012-2014)
Le 13 octobre, la WSU organise son premier spectacle depuis le changement de direction où des catcheurs de la Beyond Wrestling affrontent des catcheurs de la WSU durant WSU Vs. Beyond Wrestling qui précède l'enregistrement de Full Steam Ahead. À la mi-décembre, la WSU annonce le début d'un partenariat avec la Combat Zone Wrestling (CZW), une fédération de catch hardcore masculine, pour l'organisation de spectacles ensemble.
Le changement de direction pose un problème à Brittney Savage, Rain, Leva Bates et Alicia qui quittent la fédération en février 2013. Alicia explique sa décision dans une lettre ouverte où elle déclare :

« Moins de six mois après la vente de la compagnie, la WSU est passé de principale fédération de catch féminin organisé plus de 15 spectacles par an à DEUX spectacles inter genre avec seulement la moitié des catcheuses. Plus de spectacles en paiement à la séance sur internet [...] Se débarrasser des filles qu'ils paient plus que 25 dollars ? Cela représente-t-il un progrès ? [...] Cela me rend malade de voir comment la WSU a changé et cela ne provient pas d'un manque de travail des filles. »

Cordeiro répond à cela via Twitter :

« Mon boulot est de faire de la WSU la plus grande fédération possible.[...] C'est une honte que celles qui se sont brisées le dos pour faire quelque chose de la WSU ne peuvent pas être là pour l'aider à grandir, mais c'est un choix qu'elles ont fait soit par leur manque de coopération, soit par l'abandon de leur propre initiative. Je suis désolé pour nos fans et les autres catcheuses. »

Le 13 octobre, DJ Hyde (en) (qui est le propriétaire de la Combat Zone Wrestling (CZW)) annonce qu'il devient l'associé de Cordeiro. Cela permet notamment à la WSU d'avoir un nouveau site internet et de faire des économies sur la production des spectacles. Courant 2014, Hyde rachète les parts de Cordeiro.

### Women Superstars Uncensored dirigé par DJ Hyde (2014-...)

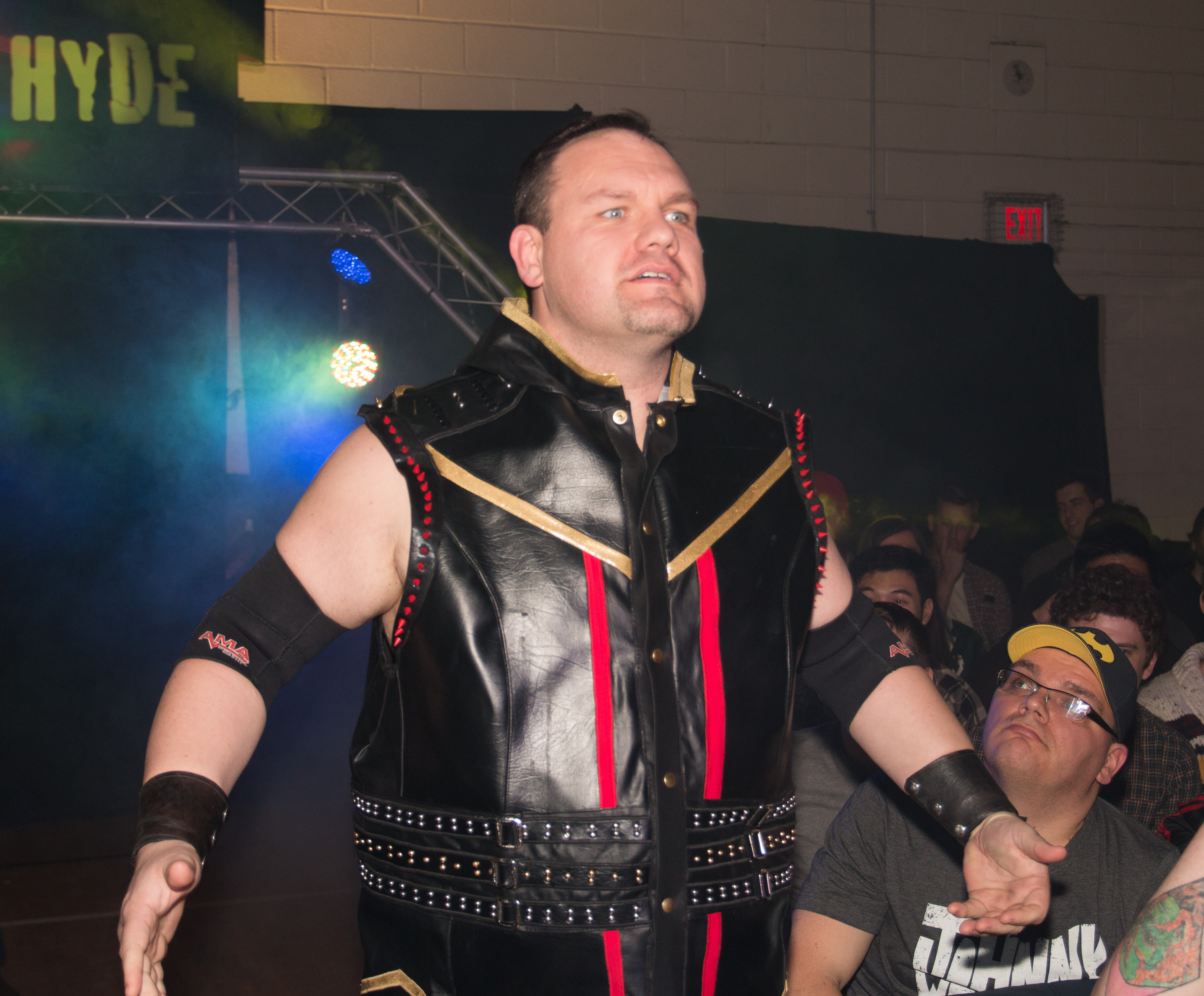
DJ Hyde, le propriétaire de la WSU depuis 2014.

En 2014, DJ Hyde (en) prend la direction de la WSU qui devient la division féminine de la Combat Zone Wrestling. Il crée la controverse en faisant de David Starr et JT Dunn les champions par équipes de la WSU au détriment des catcheuses. 
Le 20 mars 2019, la WSU annonce dans un communiqué de presse qu'elle change de nom pour celui de Women’s Superstars United. 

## Championnes actuelles et membres du Hall of Fame

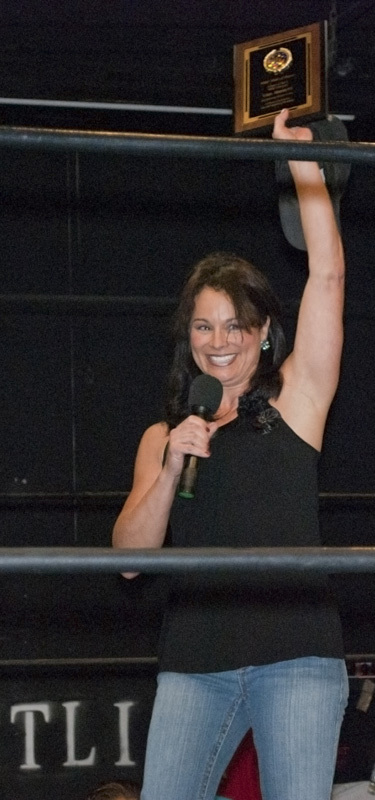
Ivory avec sa plaque de membre du Hall of Fame de la WSU.

| Titre                     | Championne(s) actuel(s)          | Date de victoire | Référence |
| ------------------------- | -------------------------------- | ---------------- | --------- |
| WSU World Championship    | Tessa Blanchard (1)              | 16 juin 2018     | [ 27 ]    |
| WSU Tag Team Championship | Maria Manic et Penelope Ford (1) | 13 mai 2017      | [ 28 ]    |
| WSU Spirit Championship   | Jordynne Grace (1)               | 16 juin 2018     | [ 27 ]    |

| Année | Nom de ring                | Nom réel                  | Notes | Références |
| ----- | -------------------------- | ------------------------- | --- | ---------- |
| 2009  | Malia Hosaka               | Malia Hosaka              | Une fois championne du monde féminine de la National Wrestling Alliance. | [ 12 ]     |
| 2009  | Sherri Martel              | Sherri Russell            | Introduction à titre posthume. Triple championne du monde féminine de l'American Wrestling Association et une fois championne féminine de la World Wrestling Federation. Elle devient ensuite valet à la fin des années 1980 et manage Randy Savage et Shawn Michaels notamment. | [ 12 ]     |
| 2009  | Missy Hyatt (en)           | Melissa Ann Hiatt         | Valet et commentatrice pour la World Championship Wrestling et occupe aussi ces postes à la Women Superstars Uncensored. | [ 12 ]     |
| 2010  | Dawn Marie                 | Dawn Marie Psaltis        | Valet et de Lance Storm à l'Extreme Championship Wrestling puis à la World Wrestling Federation/Entertainment. | [ 29 ]     |
| 2010  | Jazz                       | Carlene Denise Moore      | Double championne féminine de la World Wrestling Federation/Entertainment. | [ 29 ]     |
| 2010  | Molly Holly                | Nora Kristina Greenwald   | Une fois championne hardcore et double championne féminine de la World Wrestling Federation/Entertainment. | [ 29 ]     |
| 2011  | Luna Vachon                | Gertrude Elizabeth Vachon | Introduction à titre posthume. Célèbre catcheuse de la World Wrestling Federation de 1993 à 2000. Elle travaille pour la WSU en 2007. | [ 30 ]     |
| 2011  | April Hunter               | April Hunter              | Est une des New World Order girls et accompagne les membres de ce clan de la World Championship Wrestling sur le ring. De 2002 à 2009, elle lutte ponctuellement pour la Total Nonstop Action Wrestling.                                                                         | [ 30 ]     |
| 2011  | Ivory                      | Lisa Moretti              | Triple championne féminine de la World Wrestling Federation. | [ 30 ]     |
| 2012  | Cindy Rogers               | Cindy Rogers              | Championne par équipe de la WSU avec Jana | [ 31 ]     |
| 2012  | Dixie Carter               | Dixie Carter-Salinas      | Présidente de la Total Nonstop Action Wrestling. | [ 31 ]     |
| 2012  | Georgiann Makropoulos (en) | Georgiann Mastis          | Journaliste et auteure de livres sur l'histoire du catch. | [ 31 ]     |
| 2012  | Jana                       | Inconnue                  | Championne Spirit de la WSU et double championne par équipe de la WSU. | [ 31 ]     |
| 2015  | Amy Lee                    | Amy Lee Murray            | 1 fois championne par équipes de la WSU. | [ 32 ]     |
| 2016  | Alicia                     | Melinda Padovano          | Première championne du monde de la WSU, titre qu'elle a détenu à deux reprises. Elle a également détenu une fois le championnat par équipes de la WSU et deux fois le championnat Spirit                                                                                         | [ 33 ]     |